# Nachum der Meder
Nachum der Meder (hebräisch נחום המדי, Nachum ha-Madi; vor 40- nach 70) war ein jüdischer Rechtsgelehrter und Tannait der 1. Generation.
Im Babylonischen Talmud sind sechs Traktate von ihm erhalten.
Es ist nicht sicher, ob er aus Medien kam oder seine Eltern.
Er soll ein angesehener Richter in Jerusalem vor dessen Zerstörung im Jahre 70 gewesen sein.
Er überlebte die Katastrophe und war vielleicht danach Mitglied im Synhedrion in Jawne.
Drei seiner Traktate wurden von der späteren Amora verworfen.
Er war möglicherweise identisch mit Nachum dem Alten, dessen Grab im 14. Jahrhundert in Kefar Nachum gewesen sein soll.